# Леслау, Вольф
Вольф Леслау (идиш וולף לסלאו‎, англ. Wolf Leslau, 14 ноября 1906, Кшепице, Царство Польское, Российская империя — 18 ноября 2006, Фуллертон, США) — североамериканский лингвист, один из крупнейших специалистов по семитским языкам Эфиопии.

## Биография
Родился в небольшом городке Кшепице, Привисленского края Российской империи в бедной семье. Был болен туберкулезом. Осиротел в десять лет, воспитывался братом. Учился в ешиве.
Для того, чтобы не попасть на службу в армию, отказался от польского гражданства, став апатридом и переехал в Вену, где до 1931 года изучал семитские языки в Венском университете.
Затем поступил в Сорбонну, где учился под руководством Марселя Коэна. Изучал большинство семитских языков, включая древнееврейский, арамейский, аккадский, сокотрийский и геэз.
Был арестован французской полицией и направлен в концентрационный лагерь в Пиренеях, проведя там зиму 1939—1940 годов в очень тяжелых условиях. Позднее был переведен в концентрационный лагерь Мийе около Экс-ан-Провансa. Международная группа помощи помогла Леслау и его семьи покинуть лагерь до захвата его нацистами в 1942 году. C cемьей переехал в США, где принял гражданство.
Поселился в Нью-Йорке, получив стипендию Гуггенхайма для продолжения своих исследований в Эфиопии, где путешествовал начиная с 1946 года, исследуя языки, находящиеся на грани исчезновения. Леслау обнаружил всего четырёх носителей одного из них, — Гафата. Язык этот вскоре вымер.
После преподавательской работы в Институте Азии, в Новой школе социальных исследований и четырёх лет работы в Брандейском университете, в 1955 году стал преподавателем в Калифорнийском университет в Лос-Анджелесе. Леслау играл ключевую роль в организации факультета ближневосточных исследований.
В 1965 году в Аддис-Абебе Леслау получил премию Хайле Селассие за эфиопские исследования из рук самого Императора. Был почетным профессором Калифорнийского университета до своей смерти в столетнем возрасте в 2006 году. Вплоть до самой смерти активно занимался исследованиями. Научился работать на компьютере в возрасте 80 лет.

## Научные работы
- 1938: Lexique Soqotri (sudarabique moderne) avec comparaisons et explications étymologiques. — Paris: Klincksieck.
- 1941: Documents tigrigna: grammaire et textes. — Paris: Libraire C. Klincksieck.
- 1945: Short Grammar of Tigré. — Publications of the American Oriental Society, Offprint Series, No. 18. New Haven.
- 1945: Gafat Documents: Records of a South-Ethiopic language. — American Oriental series, no. 28. New Haven.
- 1950: Ethiopic Documents: Gurage. — New York: Viking Fund Publications in Anthropology, no. 14.
- 1951: Falasha Anthology. — Yale Judaica Series, vol. 6. New Haven & London: Yale University Press. (ISBN 0-300-03927-1)
- 1956: Étude descriptive et comparative du Gafat (éthiopien méridional). — Paris: Klincksieck, xx + 277 p.
- 1958: Ethiopic and South Arabic contributions to the Hebrew lexicon. — Berkeley: Univ. of California Press, 76 p.
- 1958: The verb in Harari. — Berkeley: Univ. of California Press, x + 86 p.
- 1963: Etymological dictionary of Harari. — Berkeley—Los Angeles, CA: Univ. of California Press, xv 240 p. — (University of California Publications; Near Eastern Studies, v. 1)
- 1965: An Amharic Conversation Book. — Wiesbaden: Harrassowitz. (ISBN 3-447-00553-X)
- 1965: Ethiopians speak. Studies in cultural background. — Part 1: Harari. Near Eastern Studies, no. 7. Berkeley: University of California Press.
- 1965: An annotated bibliography of the Semitic languages of Ethiopia. The Hague: Mouton.
- 1966: Ethiopians Speak: Studies in Cultural Background. — Part 2: Chaha. University of California Publication. Near Eastern Studies, no. 9, 219 p.
- 1967: Amharic Textbook. — Wiesbaden: Harrassowitz. (ISBN 3-447-00554-8)
- 1968: Ethiopians Speak: Studies in Cultural Background. — Part 3: Soddo. University of California Publications. Near Eastern Studies, vol. 11.
- 1969: Hebrew Cognates in Amharic. Wiesbaden: Harrassowitz. (ISBN 3-447-00555-6)
- 1973: English-Amharic Context Dictionary. — Wiesbaden: Harrassowitz, xviii + 1503 p. (ISBN 3-447-01482-2)
- 1976: Concise Amharic Dictionary. — (Reissue edition: 1996) Berkeley and Los Angeles: University of California Press. (ISBN 0-520-20501-4)
- 1979: Etymological Dictionary of Gurage (Ethiopic). — 3 vols. Wiesbaden: Otto Harrassowitz. (ISBN 3-447-02041-5)
- 1981: Ethiopians Speak: Studies in Cultural Background. — Part 4: Muher. Äthiopistische Forschungen, no. 11. Wiesbaden: Franz Steiner Verlag. (ISBN 3-515-03657-1)
- 1982: Gurage Folklore: Proverbs, beliefs, and riddles. — Studien zur Kulturkunde, no. 63. Wiesbaden: Franz Steiner Verlag. (ISBN 3-515-03513-3)
- 1983: Ethiopians Speak: Studies in Cultural Background. — Part 5: Chaha and Ennemor. Äthiopistische Forschungen, no. 16. Wiesbaden: Franz Steiner Verlag.
- 1987: Comparative dictionary of Ge‛ez (Classical Ethiopic) : Gǝ‛ǝz-English/English-Gǝ‛ǝz with an index of the Semitic roots. — Wiesbaden: Harrassowitz, xlix + 813 p.
- 1988: Fifty Years of Research: Selection of articles on Semitic, Ethiopian Semitic and Cushitic. — Wiesbaden: Harrassowitz, xlv + 503 p. (ISBN 3-447-02829-7)
- 1989: Concise dictionary of Gǝ‛ǝz (Classical Ethiopic). — Wiesbaden: Harrassowitz, 247 p.
- 1990: Arabic Loanwords in Ethiopian Semitic. — Wiesbaden: Harrassowitz. (ISBN 3-447-03000-3)
- 1992: Gurage Studies : Collected Articles. — Wiesbaden: Harrassowitz, xxix + 744 p. (ISBN 3-447-03189-1)
- 1995: Reference Grammar of Amharic. — Harrassowitz, Wiesbaden. (ISBN 3-447-03372-X)
- 1997: Ethiopic Documents: Argobba. — Grammar and dictionary. Wiesbaden: Harrassowitz. (ISBN 3-447-03955-8)
- 1999: Zway Ethiopic Documents. — Äthiopistische Forschungen, no. 51. Wiesbaden: Harrassowitz. (ISBN 3-447-04162-5)
- 2000: Introductory Grammar of Amharic. — Wiesbaden: Harrassowitz, xix + 232 p. (ISBN 3-447-04271-0)
- 2001: (with Thomas L. Kane) Amharic Cultural Reader. — Wiesbaden: Harrassowitz. (ISBN 3-447-04496-9)
- 2004: The Verb in Mäsqan as Compared with other Gurage Dialects. — Wiesbaden: Harrassowitz. (ISBN 3-447-04905-7)